# Calumma vatosoa
Calumma vatosoa este o specie de cameleoni din genul Calumma, familia Chamaeleonidae, descrisă de Andreone, Mattioli, Jesu și Jasmin E. Randrianirina în anul 2001. Conform Catalogue of Life specia Calumma vatosoa nu are subspecii cunoscute.